# Ruptura do manguito rotador
A ruptura do manguito rotador é uma lesão de um ou mais tendões ou músculos do manguito rotador do ombro . Os sintomas podem incluir dor no ombro, que geralmente piora com o movimento, ou fraqueza. Isto pode limitar os movimentos de escovar os cabelos ou vestir-se. Ao movimentar o braço, pode ser possível ouvir um "clique".
A ruptura pode ocorrer ao se fazer uma força repentina ou pode se desenvolver gradualmente ao longo do tempo. Os fatores de risco incluem a realização de movimentos repetitivos, tabagismo e histórico familiar da doença. O diagnóstico é baseado nos sintomas, no exame físico e exames de imagens . O manguito rotador é composto pelos músculos supraespinhal, infraespinhal, redondo menor e subescapular . O músculo supraespinhal é o mais comumente afetado.
O tratamento pode incluir analgésicos, como os medicamentos anti-inflamatórios não esteroides (AINEs) e exercícios específicos. É recomendado que, se após 2 semanas de tratamento o paciente ainda não conseguir levantar o braço acima de 90 graus, sejam feitos exames mais detalhados. Nos casos graves, pode-se indicar a cirurgia, apesar de seus benefícios ainda não serem comprovados até o ano de 2019. As rupturas do manguito rotador são comuns. Indivíduos com mais de 40 anos são os mais afetados. Esta condição tem sido descrita pelo menos desde o início do século XIX.